# Wildert (België)
Wildert is een dorp of wijk in de gemeente Essen, ten zuiden van het centrum van de gemeente. Het dorp ligt in de Belgische provincie Antwerpen. Wildert ligt aan de N122, de weg van Essen naar Kapellen en aan de spoorlijn van Antwerpen naar Roosendaal waar sinds 1881 een spoorweghalte gelegen is. De plaatselijke parochie heeft als patroonheilige Sint-Jan de Doper. De enige gemeentelijke basisschool van Essen is in Wildert gelegen: Wilderts gemeentelijk onderwijs (WIGO). De Kleine Aa stroomt door de Wildertse velden, ten oosten van het centrum. Het dorp telt 4914 inwoners (1 januari 2019) en is daarmee de op een na grootste wijk in de gemeente Essen.

## Toponymie en geschiedenis
De naam Wildert is voor het eerst te vinden in een geschreven tekst uit 1412 en verwijst naar ‘wildernis’ en ‘woestenij’: een onbewoond en onbebouwd gebied dat behoorde tot de Grote Essense Heide. De naam Wildert komt ook voor op de Ferrariskaart van 1777 als "Wilder".
In 1877 werd Wildert een zelfstandige parochie, Sint-Jan-de-Doper, en kreeg het dorp een school.
Toen de Duitse bezetters op het einde van de Tweede Wereldoorlog zich terugtrokken, lieten zij een spoor van vernieling achter. Vele kerken en vooral kerktorens waaronder de Sint-Jan-Baptistkerk van Wildert, werden gedynamiteerd omdat deze ideale uitkijkposten waren.

## Geografie
Wildert ligt ten zuiden van Essen-Centrum en Heikant en ten noorden van Kalmthout. Ten noordwesten van Wildert ligt Essen-Hoek en ten oosten van Wildert ligt Nieuwmoer. Door het dorp stroomt de Kleine Aa. Ten zuidwesten van het dorp bevindt zich het natuurgebied de Kalmthoutse Heide. Ten noordwesten van het dorp bevindt zich het natuurgebied de Achterste en Wildertse Duintjes.

### Buurten
Het centrum van Wildert bevat twee buurten namelijk de nieuwere woonwijk Hey-end in het westen van het centrum en het Middel in het oosten van het centrum. Deze buurten worden gescheiden door de N122 of Kalmthoutsesteenweg. Verder zijn er nog andere buurten namelijk Zilveren Hoek, Beylebos, Zandstraat, Vissenheuvel en het woonbos Wildert met de buurt Boterpot.

## Bezienswaardigheden en musea
- De Bakkersmolen, een toeristische attractie met bakkerijmuseum, stoommachinemuseum, stoomtreintje, windmolen en taverne.
- Het natuurgebied de Achterste en Wildertse Duintjes.
- Het Bosmuseum in het bos- en natuurgebied de Achterste en Wildertse Duintjes. Dit is echter gesloten.
- De Sint-Jan Baptistkerk, een neoromaanse kerk gebouwd in 1949-1950.
- Het Sint-Gerardusklooster met het College van het Eucharistisch Hart. Dit Redemptoristenklooster met kerk en school werd gebouwd in 1908 op de plaats waar zich vroeger een abdijhoeve bevond: de Rouwmoershoeve. Op de kerk is een koperen Heilig-Hartbeeld van 4,5 meter hoog geplaatst. In de tuin bevindt zich een Lourdesgrot. Deze site bevindt zich ten noordwesten van het dorp, dicht bij het woonbos en de weekendzone van Wildert. Hier vonden enkele opnames van de televisieserie Salamander op één plaats.

## Economie
Het dorp heeft een supermarkt, een carwash, enkele kapperszaken, een bandencentrale, een tankstation, een tuinmachinewinkel, een bouwmarkt, een houthandel, een autobedrijf, een verzekeringskantoor, een dagbladhandel, een apotheek, een bomen- en plantencentrum, een bakker, een frituur, een computerwinkel, enkele restaurants maar geen cafés. Deze zijn grotendeels gelegen in de hoofdstraten Sint-Jansstraat, Steenovenstraat en Kalmthoutsesteenweg.

## Sportclubs
- De voetbalclub KSV Wildert is sinds 23 maart 1949 aangesloten bij de KBVB met het stamnummer 05142 en dit onder de naam "FAC Wildert” (Football Atletics Club). In 1968 is de clubnaam gewijzigd naar “SV Wildert” (Sport Vereniging) en bij hun 50ste levensjaar heeft ze de “K” van “Koninklijke” toegewezen gekregen, vandaar de actuele naam “KSV Wildert” (Koninklijke Sport Vereniging Wildert). De bekendste speler is Eddy Jaspers, ex-Rode Duivel, die eind jaren 70 en begin 80 het mooie weer maakte op de rechtsachter bij SK Beveren.
- De turnkring Sport en spel werd opgestart in 1979 en telde ongeveer 180 leden in 2011. Iedereen is welkom onder het motto "Deelnemen is belangrijker dan winnen" en de gevorderden hebben een mogelijkheid om deel te nemen aan wedstrijden.
- De wandelclub St. Jansstappers werd in 1991 opgericht om de St. Janstochten ten voordele van de parochie St. Jan. te kunnen organiseren. Jaarlijks worden de "Rose Gronontochten" georganiseerd.
- De karateclub Shotokan in de Sint-Jansstraat

## Jaarlijkse evenementen
- Kermis (voorlaatste en laatste weekend van oktober)
- Oogstfeesten (weekend rond 15 augustus)

## Bekende inwoners
- Rose Gronon (1901-1979), schrijfster
- Hilde Costermans (1948-), ex-medewerkster Studio Vandersteen
- Gaston Van Tichelt (1971-), burgemeester van Essen van 2007 tot eind 2024
- Geert Vandekeybus, huidig zetelend burgemeester van Essen

## Foto's

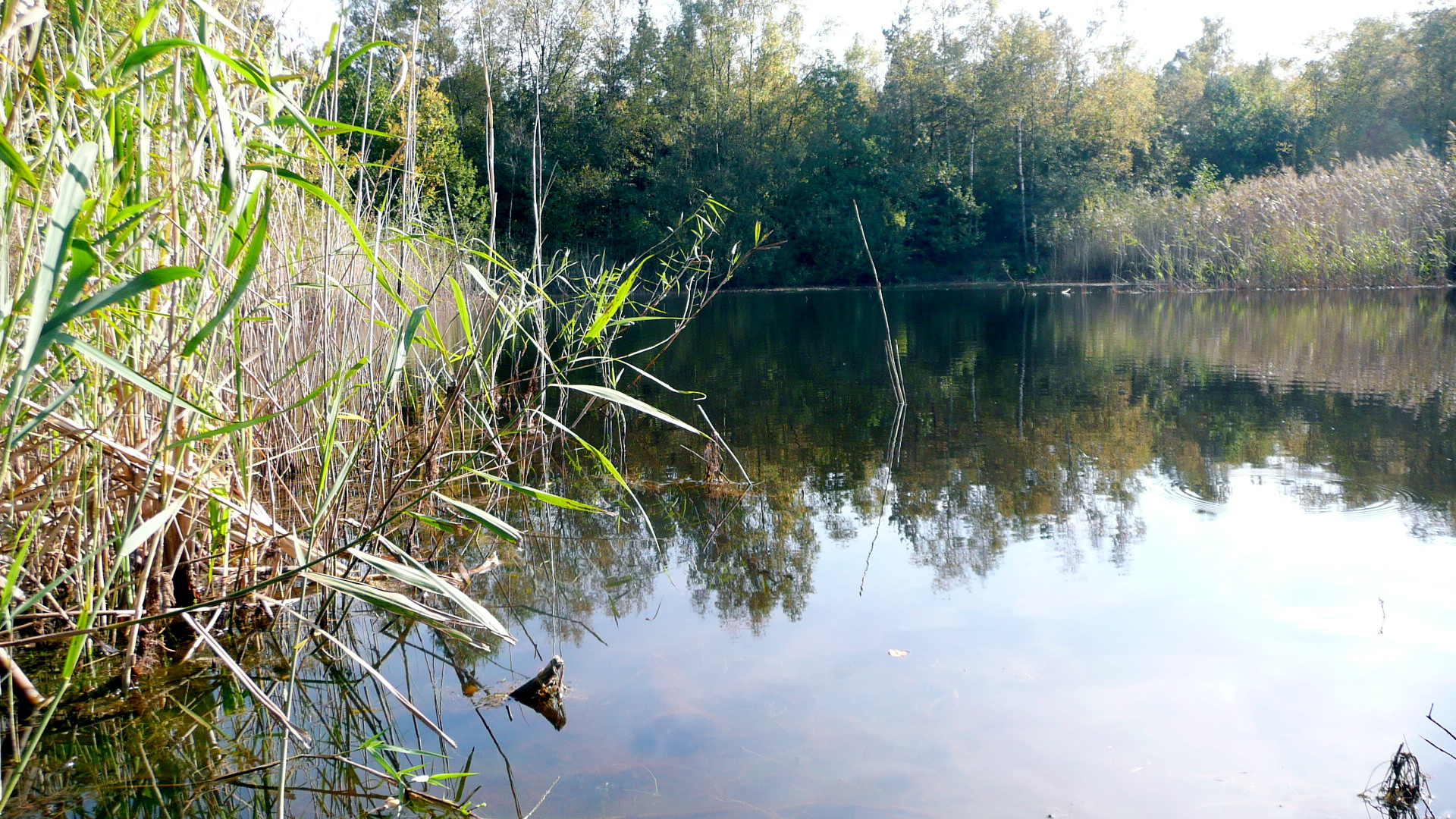
Vijver in de Wildertse Duintjes

## Nabijgelegen kernen
Essen-Centrum, Kalmthout, Nieuwmoer, Essenhoek, Heikant en Achterbroek.